# Gatiszen
Gatiszen (uralkodói nevén Menmaatré Szetepenamon) Meroé kusita uralkodója volt az i. e. 4. vagy 3. században. Talán azonos azzal az Aktiszanésszel, akit Abderai Hekataiosz görög történetíró említ.

## Említései
Leghosszabb felirata egy mára elveszett felirat, melyet Karl Richard Lepsius Nuriban folytatott expedíciója során lemásoltak, de csak 1977-ben publikálták. A szöveg, amely csak részben maradt fenn, egykor valószínűleg egy napatai templom kapuján állt. Az uralkodó neve nem maradt fenn rajta. Egy másik felirata két, egymás melletti kőtömbön található, amely Ámon-Ré-Harahti-Atum előtt ábrázolja a királyt. Ezeket Dzsebel Barkalban találták. A feliraton a király személyneve és uralkodói neve fennmaradt, de előbbi (a Gatiszen) nehezen olvasható. Ugyanez áll egy ugyanerről a helyről származó ajtókeretre, amelyen a király teljes titulatúrája olvasható, de személyneve csak részben maradt fenn.
Gatiszent azonosították az Abderai Hekataiosz által említett Aktiszanésszel, de nem teljes bizonyossággal, főleg, mert Gatiszen nevének olvasata bizonytalan. Hekataiosz Amaszisz egyiptomi uralkodó ellenségeként említi Aktiszanészt, de nem valószínű, hogy ez igaz, mert az Amaszisz idejében élt núbiai uralkodók jól ismertek. Valószínűbb, hogy Hekataiosz egy vele egyidőben élt núbiai uralkodót választott nagyrészt fiktív története megírásakor. 
Gatiszent Dzsebel Barkalban temették el, a 11. vagy a 14. piramisba.

## Címei
A núbiai uralkodók az egyiptomi fáraókhoz hasonló ötelemű titulatúrát vettek fel. Gatiszen Hórusz-neve, a Kanaht Merimaat megegyezik azzal, amit II. Ramszesz, II. Oszorkon és III. Sesonk viselt. Lehetséges, hogy az i. e. 4. században jellemző volt a ramesszida kor felelevenítése Napatában, bár vannak tudósok, akik i. e. 700 előttre helyezik Gatiszent.
- Hórusz-név: Kanaht Merimaat („A hatalmas bika, az igazság kedveltje”)
- Nebti-név: Wermenuemperitef Amenennepet („Kinek emlékművei nagyok atyja, Ámon házában Napatában”)
- Arany Hórusz-név: Irszanhirehiu („Aki életre kelti a népet”)
- Prenomen: Menmaatré Szetepenamon („Ré igazsága tartós; Ámon választottja”)
- Nomen: Gatiszen

## Fordítás
- Ez a szócikk részben vagy egészben  az   Aktisanes című angol Wikipédia-szócikk ezen változatának fordításán alapul.  Az eredeti cikk szerkesztőit annak laptörténete sorolja fel. Ez a jelzés csupán a megfogalmazás eredetét és a szerzői jogokat jelzi, nem szolgál a cikkben szereplő információk forrásmegjelöléseként.